# Famille d'Espinay Saint-Luc
Ne doit pas être confondu avec Famille d'Espinay (Bretagne).
La famille d'Espinay Saint-Luc est une famille subsistante de la noblesse française sur preuves de 1352, originaire de Normandie.
Elle a formé de nombreuses branches, dont seule subsiste la branche de Boisville.

## Histoire
La famille d'Espinay Saint-Luc est une famille de noblesse d'extraction chevaleresque[réf. nécessaire].
Guillaume des Hayes, seigneur d'Espinay, marié vers 1380 avec Guillemine de Mansigny, eut pour fils  :
- Geoffroy des Hayes, seigneur d'Espinay, du Boisguéroult, capitaine d'Arques, lieutenant général du bailli de Caux, marié le 8 juillet 1423 avec Jeanne de Courcy, dont :
  - Guillaume des Hayes, seigneur d'Espinay, du Boisguéroult, capitaine d'Arques, marié le 19 mars 1451 avec Marie d'Angerville, dont :
    - Guy des Hayes, seigneur d'Espinay, du Boisguéroult, marié le 10 avril 1477 avec Jeanne Pillois, dame de Tournebut (Aubevoye, Eure), par qui se poursuivit la branche ainée, éteinte en 1752.

  - marié en secondes noces le 23 novembre 1470 avec Alix de Courcy, dame de Saint-Luc (terre de Saint-Luc (Eure) qui donnera son nom à une partie de ses descendants), dont :
    - Robert des Hayes, dit d'Espinay, seigneur de Saint-Luc, de la Charmoy, gouverneur et bailli d'Évreux et de Louviers, marié vers 1510 avec Christine de Sains, fille de Walleran de Sains et Jacqueline de Rouvroy. Il eut au moins 5 fils, dont 3 eurent une postérité, et 2 filles.  Une seule de ces branches subsiste aujourd'hui.

## Personnalités
- François Ier d'Espinay Saint-Luc (1554-1597), grand-maitre de l'artillerie en 1596 ;
- Timoléon d'Espinay Saint-Luc (1580-1644), maréchal de France en 1627, fils du précédent ;
- François II d'Espinay Saint-Luc (vers 1603 - 1670), gouverneur de place puis lieutenant-général, chevalier de l'ordre du Saint-Esprit, fils du précédent ;
- Artus d'Espinay Saint-Luc (1587-1621), évêque désigné de Marseille (1619-1621), fils de François Ier d'Espinay.

## Armoiries
| Figure | Nom et blasonnement |
|        | Le blasonnement initial est : d'argent au chevron d'azur semé de graines d'épines d'or, armes parlantes se rapportant au nom de la famille. Puis le blasonnement s'est simplifié, et on trouve par la suite plusieurs variantes des armoiries de la famille d'Espinay Saint-Luc : 1. D'argent, au chevron d'azur, chargé de onze besants d'or Supports : deux licornes 2. D'argent, au chevron d'azur, chargé de onze besants d'or, posés 1 sur le sommet du chevron, ensuite 2 et 2, puis sur chaque branche deux besants l'un sur l'autre, et enfin un besant sur chaque branche en bas Supports : deux licornes au naturel 3. D'argent, au chevron d'azur, semé de besants d'or |
|        | Timoléon d'Espinay de Saint-Luc (1580-1644), seigneur de Saint-Luc, chevalier du Saint-Esprit (31 décembre 1619), maréchal de France (1627), - Écartelé : au I et IV, d'argent, au chevron d'azur, semé de besants d'or (des Hayes-Espinay) ; au II, contr'écartelé, au 1, de gueules à la fasce d'or, au chef échiqueté d'argent et d'azur (Ailly de Sains), au 2, d'hermine à la croix de gueules chargée de cinq coquilles d'or (Flavy), au 3, de gueules semée de croisettes recroisetées d'or deux bars adossés de même brochant" (alias "De gueules semés de trèfles d'or, deux bars adossés de même brochant" : Clermont-Nesle), au 4, d'argent à la croix de gueules chargée de cinq coquilles d'or (Hangest) ; au III, parti d'or à trois fasces de gueules (Grouches-Gribeauval) et de sable à trois feuilles de scies d'or (Cossé-Brissac). Attention toutefois: le rappel des armes de la famille de Hangest est une erreur, relevée d'ailleurs en 1900 par Ferdinand de Norreys; les armes des Rouvroy De sable à la croix d'argent chargée de cinq coquilles de gueules, lues à partir d'une gravure (donc sans couleur) ont été mal interprétées et remplacées par celles de Hangest (voir écu rectifié ci-contre). Couronnede comte ; Supportsinsignes de maréchal de France (deux bâtons de maréchal de France posés en sautoir derrière l'écu) ; Autres ornements extérieurs de l'écucolliers de chevalier des Ordres du roi. |
|        | François Ier d'Espinay (1554-1597), seigneur de Saint-Luc, chevalier du Saint-Esprit (7 janvier 1595), grand maître de l'artillerie de France (1596), - Écartelé : au I et IV, d'argent, au chevron d'azur, semé de besants d'or (des Hayes-Espinay) ; au II, contr'écartelé, au 1, de gueules à la fasce d'or, au chef échiqueté d'argent et d'azur (Ailly de Sains), au 2, d'hermine à la croix de gueules chargée de cinq coquilles d'or (Flavy), au 3, de gueules semée de croisettes recroisetées d'or deux bars adossés de même brochant" (alias "De gueules semés de trèfles d'or, deux bars adossés de même brochant" : Clermont-Nesle), au 4, d'argent à la croix de gueules chargée de cinq coquilles d'or (Hangest) ; au III, parti d'or à trois fasces de gueules (Grouches-Gribeauval) et de sable à trois feuilles de scies d'or (Cossé-Brissac). Couronnede baron ; Supportsinsignes de grand maître de l'artillerie de France (écu soutenu par deux canons addossés sur leur affut au naturel) ; Autres ornements extérieurs de l'écucolliers de chevalier des Ordres du roi. - On trouve aussi : D'argent, au chevron d'azur, chargé de onze besants d'or, posés 1 sur le sommet du chevron, ensuite 2 et 2, puis sur chaque branche deux besants l'un sur l'autre, et enfin un besant sur chaque branche en bas. (voir portrait ci-dessous) Attention toutefois : le rappel des armes de la famille de Hangest est une erreur, relevée d'ailleurs en 1900 par Ferdinand de Norreys; les armes des Rouvroy De sable à la croix d'argent chargée de cinq coquilles de gueules, lues à partir d'une gravure (donc sans couleur) ont été mal interprétées et remplacées par celles de Hangest (voir écu rectifié ci-contre). |
|        | François II d'Espinay de Saint-Luc (vers 1603 - 1670), chevalier du Saint-Esprit (31 décembre 1661), - D'argent, au chevron d'azur, semé de besants d'or Couronnede marquis (par courtoisie) ; Autres ornements extérieurs de l'écucolliers de chevalier des Ordres du roi. |

## Galerie de portraits

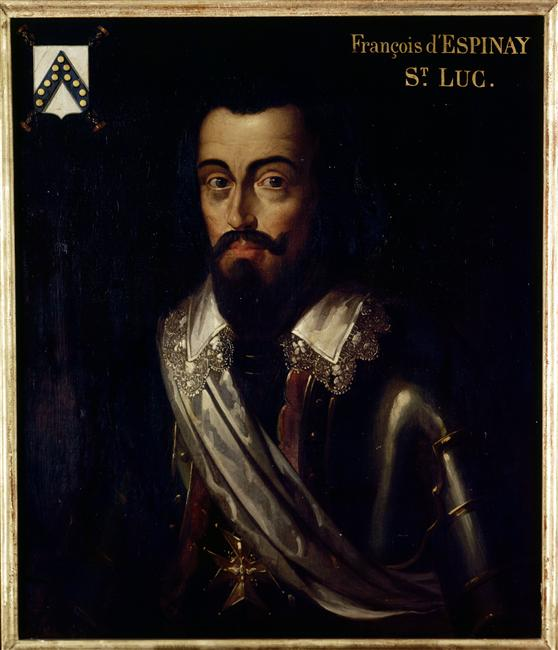
François Ier d'Espinay Saint-Luc.
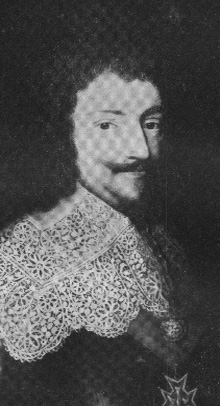
Timoléon d'Espinay Saint-Luc.